# Ljubiša Samardžić
Ljubiša Samardžić (cirill: Љубиша Самарџић, kiejtése: ljubisa szamardzsity) (Szkopje, 1936. november 19. – Belgrád, 2017. szeptember 8.) szerb színész, rendező.

## Pályafutása
Szkopjéban született 1936. november 19-én, egy szénbányász családban. Apja Montenegróban született, míg anyja Koszovóból származott. Hamar kiderült a színjátszáshoz való tehetsége és ösztöndíjat nyert. A belgrádi színművészeti akadémián tanult.
Az 1960-as években kezdődött karrierje. Színházban, valamint majd több mint 150 filmben és tévéjátékban játszott. A Pulai Filmfesztivál fődíját hatszor nyerte el, 1967-ben a Reggel (Jutro) című filmben nyújtott alakításáért pedig a legjobb férfi színész díját kapta. Ő az egyetlen szerb színész, aki ezt elnyerte. Az 1980-as évek elején a Forró szél című sorozatbeli szerepe tette őt a legismertebbé, amikor Šurdát játszotta.
A színészet mellett kipróbálta a rendezést is, első filmje, az Égi horog 1999-ben a Berlini filmfesztivál Arany Medve díjára is esélyes volt.
1995-ben életműdíjat kapott. Az 1980-as évek második felében az állampárt, a Jugoszláv Kommunisták Szövetsége (szerbhorvátul: Savez komunista Jugoslavije) központi bizottságának volt a tagja. Az 1990-es években fiával, Dragannal filmvállalatot alapítottak.

## Magánélete
1960 óta a felesége volt Mirjana Samardžić. Két gyerekük született, és két unokájuk. Ljubiša beceneve Smoki. Gyakran járt magánemberként Budapestre, ugyanis lánya ide házasodott.
Fia, Dragan Samardžić (sz. 1966) 2001. április 25-én halt meg.

## Érdekesség
- A neretvai csata című filmjében (1969) olyan színészek szerepeltek még, mint Orson Welles, Franco Nero vagy Yul Brynner.[9]
- 1,98 méter magas volt.[10]

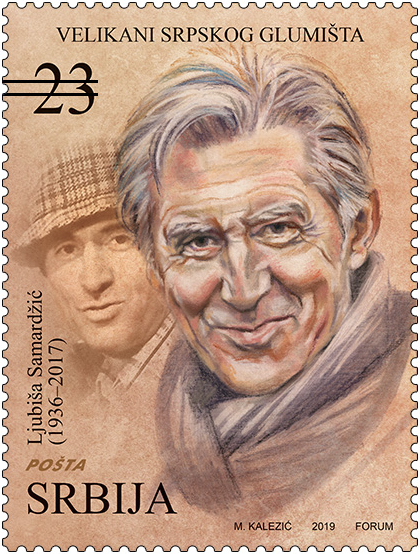
Ljubiša Samardžić, 2019-es kiadású szerb, 23 dinár névértékű bélyegen. Balra Šurdaként, az ikonikus kalapban, jobbra idős korában.

## Filmjei
| Év        | Film                                                                                     | Szerep                      |
| --------- | ---------------------------------------------------------------------------------------- | --------------------------- |
| 2002-2008 | Viza za budućnost (tv-sorozat) (Hasan Džafić)                                            | Milan Golijanin             |
| 1999      | Točkovi (Đorđe Milosavljević)                                                            | Vlasnik hotela              |
| 1998      | Lódarázs (Stršljen) (Gorčin Stojanović)                                                  | Profesor Lane Šekularac     |
| 1994      | A kakasdombi zsaru (Policajac sa Petlovog brda) (tv-sorozat) (Mihailo Vukobratović)      | Boško Simić                 |
| 1993      | Kaži zašto me ostavi (Oleg Novković)                                                     | Rade                        |
| 1993      | Tri karte za Holivud (Božidar Nikolić)                                                   | Limijer                     |
| 1992      | A kakasdombi zsaru (Policajac sa Petlovog brda) (Mihailo Vukobratović)                   | Boško Simić                 |
| 1991      | Mala (Predrag Antonijević)                                                               | Žika Ajkula                 |
| 1991      | Noć u kući moje majke (Žarko Dragojević)                                                 | Sreten Pavlović             |
| 1989      | Poltron (Svetislav Prelić)                                                               | Miodrag Krtalić             |
| 1988      | Kuća pored pruge (Žarko Dragojević)                                                      | Staniša Mitrović            |
| 1987-1991 | Bolji život (tv-sorozat) (Mihajlo Vukobratović)                                          | Ljubomir Zavišić            |
| 1987      | Anđeo čuvar (Goran Paskaljević)                                                          | Dragan                      |
| 1987      | Lager Niš (Miomir Stamenković)                                                           | Kole kockar                 |
| 1986      | Razvod na određeno vreme (Milan Jelić)                                                   | Siniša Pantić               |
| 1985      | Quo Vadis?                                                                               | Phaemius Rufus              |
| 1985      | Fürdőző Vénusz (Bal na vodi) (Jovan Aćin)                                                | Glen apja                   |
| 1985      | Szép az élet (Život je lep) (Boro Drašković)                                             | Valentino pincér            |
| 1985      | Nije lako sa muškarcima (Mihailo Vukobratović)                                           | Ivan Sekulović              |
| 1981      | A kraljevói vonat (Kraljevski voz) (Aleksandar Đorđević)                                 | Tolovac „Tole”              |
| 1980      | Legyél az apukám! (Rad na određeno vreme) (Milan Jelic)                                  | Sinisa Pantic               |
| 1980      | Borivoje Surdilovic kalandos élete (Avanture Borivoja Šurdilovića) (Aleksandar Đorđević) | Borivoje Šurdilović (Šurda) |
| 1980      | Forró szél (tv-sorozat) (Aleksandar Đorđević)                                            | Borivoje Šurdilović (Šurda) |
| 1979      | Partizanska eskadrila (Hajrudin Krvavac)                                                 | Žare                        |
| 1978      | Bolond évek (Lude godine) (Zoran Čalić)                                                  | dr. Lazović                 |
| 1978      | Boško Buha (Branko Bauer)                                                                | Milun                       |
| 1977      | Ljubavni život Budimira Trajkovića (Dejan Karaklajić)                                    | Vojislav Voja Trajković     |
| 1977      | Fiúk az intézetből (Specijalno vaspitanje) (Goran Marković)                              | Milicioner Cane             |
| 1973      | Sutjeska (Stipe Delić)                                                                   | Stanojlo                    |
| 1972      | Valter Szarajevót védi (Valter brani Sarajevo) (Hajrudin Krvavac)                        | Žis                         |
| 1971      | Amerre a vaddisznók járnak (Kuda idu divlje svinje) (Ivan Hetrich)                       | Fekete Rokk                 |
| 1969      | A neretvai csata (Bitka na Neretvi) (Veljko Bulajić)                                     | Novak                       |
| 1963      | Desant na Drvar (Fadil Hadžić)                                                           | Milan                       |
| 1963      | Kozara (Veljko Bulajić)                                                                  | Mitar                       |
| 1962      | Prekobrojna (Branko Bauer)                                                               | Mikajlo Nastić              |